# Liste der Monuments historiques in Apremont (Vendée)
Die Liste der Monuments historiques in Apremont (Vendée) führt die Monuments historiques in der französischen Gemeinde Apremont auf.

## Liste der Bauwerke
| Bezeichnung             | Beschreibung                  | Standort                | Kennzeichnung | Schutzstatus    | Datum     | Bild           |
| ----------------------- | ----------------------------- | ----------------------- | ------------- | --------------- | --------- | -------------- |
| Schloss Apremont        | Erbaut im 16. Jahrhundert     | (Lage)                  | PA00110016    | Inscrit Classé  | 1926 1975 | weitere Bilder |
| Schloss Audardière      | Erbaut im 16./17. Jahrhundert | (Lage)                  | PA00110017    | Inscrit         | 1981      | weitere Bilder |
| Hosianna-Kreuz          |                               | auf dem Friedhof (Lage) | PA00110018    | Inscrit         | 1926      | weitere Bilder |
| Manoir de la Tuderrière | Erbaut im 15./16. Jahrhundert | (Lage)                  | PA00110019    | Inscrit Inscrit | 1984 2016 |                |

## Liste der Objekte
- Monuments historiques (Objekte) in Apremont (Vendée) in der Base Palissy des französischen Kultusministeriums